# Изчезването на лейди Франсис Карфакс
„Изчезването на лейди Франсис Карфакс“ (на английски: The Disappearance of Lady Frances Carfax) е разказ на писателя Артър Конан Дойл за известния детектив Шерлок Холмс. Включен е в книгата „Преди да падне завесата“, публикувана през 1917 година.

## Сюжет
Внимание:  Текстът по-долу разкрива сюжета на произведението (или части от него)!
Към Шерлок Холмс за помощ се обръща старата гувернантка на самотната благородна дама лейди Франсис Карфакс. Преди няколко седмици тя е напуснала хотела си в Лозана и повече от нея не е имало новини. Холмс предлага на Уотсън да проведе разследване, тъй като той не може да напусне Лондон.
Уотсън пътува до Европа, първо в Лозана, а след това в Баден. Той научава, че лейди Карфакс е преследвана от груб, като дивак, англичанин. В Баден лейди Карфакс се запознава с един проповедник, доктор Шлезинджър, и съпругата му, с които тя отпътува за Лондон. Решавайки да говори с Мари Девин, бивша прислужница лейди Карфакс, Уотсън пътува до Монпелие, където изведнъж се сблъсква с преследващия лейди Карфакс англичанин. Те се сборичкват, но се намесва Холмс, който, както се оказва, през цялото време е бил около Уотсън, извършвайки паралелно свое собствено разследване. Англичанинът е Филип Грийн, който е влюбен в лейди Карфакс и който също я търси. Холмс казва Грийн, че положението е много тревожно, защото лейди Карфакс е в ръцете на най-опасния австралийски измамник Питърс и неговата английска съучастничка.
Връщайки се в Лондон, Холмс и Грийн организират задълбочено търсене за изчезналата лейди Карфакс. След известно време Грийн проследява една жена, която предава в заложна къща една от перлите на лейди Карфакс. Жената работи в магазина на гробаря и е съучастник на Питърс. Холмс предполага, че лейди Карфакс или е заключена някъде, или е вече убита и ще бъде изнесена в затворен ковчег, поради което предлага на Уотсън веднага, без заповед, да претърси бърлогата на престъпниците. Втурвайки се в магазина, Холмс заплашва с револвер Питърс и го кара да отвори ковчега. Но вътре се оказва трупът на някаква старица, а не лейди Карфакс. Холмс се опитва да продължи търсенето, но съучастничката на Питърс води полицай, който призовава Холмс да не нарушава закона. Холмс е объркан и принуден да спре незаконния обиск.
На следващата сутрин Холмс изведнъж се досеща за коварния план на престъпниците и придружен от Уотсън отново влиза в магазина на Питърс. В отговор на виковете на Питърс за незаконосъобразност Холмс спокойно заявява, че погребението се забавя и сега е тук, за да изчака полицията със заповед за обиск. Питърс и съучастничката му веднага побягват, а Холмс и Уотсън махат капака на ковчега, където откриват в безсъзнание лейди Карфакс, чието лице е обвито с памук, напоен с хлороформ. Уотсън и Холмс вземат отчаяни мерки и реанимационни медицински процедури, и спасяват живота на лейди Карфакс.
Предположението на Холмс се основава на факта, че по време на първото си посещение при Питърс той обръща внимание на изключително големия размер на ковчега, в който е тялото на старицата. И Холмс изобретателно се досеща, че идеята е била да се сложи в ковчега и тялото на лейди Карфакс, като по този начин се прикрие нейната смърт.

## Екранизация
Разказът „Изчезването на лейди Франсис Карфакс“ е филмиран през 1923 г. във Великобритания от режисьора Джордж Реджуъл с участието на Ейли Норууд в ролята на Холмс и Хюбърт Уилис в ролята на д-р Уотсън. 